# Paranthomyza
Genre
Paranthomyza est un genre d'insectes diptères de la famille des Anthomyzidae.

## Liste d'espèces
Selon Catalogue of Life (20 avril 2019) :
- Paranthomyza caricis Rohacek, 1999
- Paranthomyza nitida Meigen, 1838